# Technologia haptyczna

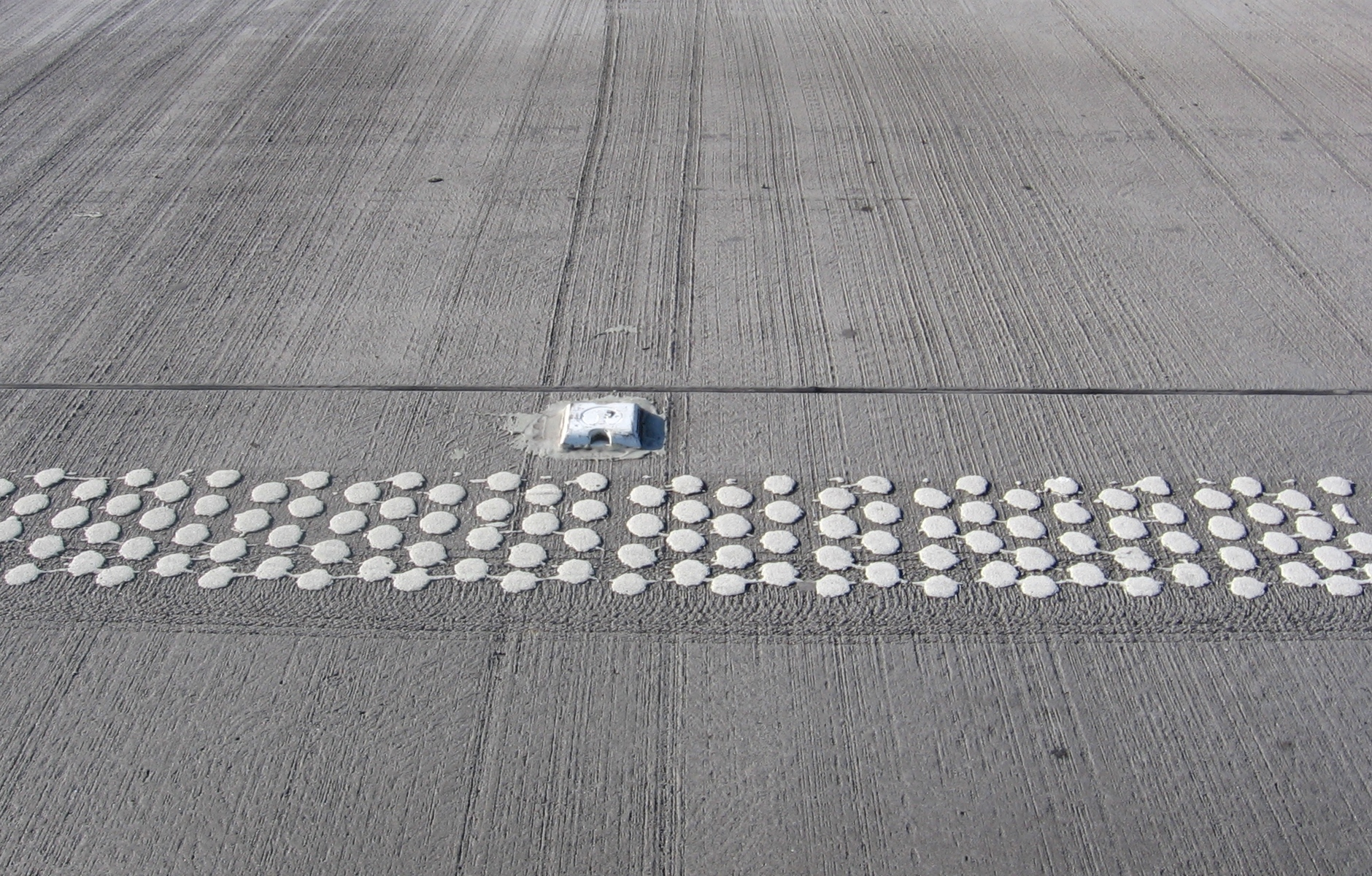
Autostrada A4 koło Wrocławia: linia boczna (oddzielająca pas ruchu od pasa awaryjnego) o fakturze „groszkowej” (po najechaniu na nią kołem samochodu kierowca wyczuwa charakterystyczne wibracje układu kierowniczego pojazdu i słyszy szum ostrzegający go przed zjechaniem poza pas ruchu) oraz z wystającym z niej elementem odblaskowym (najechanie na nie kołem samochodu również wywołuje drgania i efekt dźwiękowy – stukanie)

Technologia haptyczna (ze stgr. ἁπτικός haptikós – „dotykalny, dotykowy”) – technologia wykorzystująca mechaniczne komunikowanie się z użytkownikami poprzez zmysł dotyku przy użyciu zmieniających się sił, wibracji i ruchów.
Cechy haptyczne (dotykalne) obiektów odnosić się mogą, prócz związanych z nimi sił, wibracji bądź ruchów, także do innych ich właściwości materialnych, np. do porowatości.

## Zastosowania
Współcześnie technologie haptyczne wykorzystywane są m.in. do kontroli powierzchni sterowych w samolotach, gdzie przy użyciu specyficznych urządzeń – zwanych w tym zastosowaniu urządzeniami fly-by-wire – pilot ma możliwość kierowania maszyną poprzez dobór odpowiedniej siły mechanicznej przykładanej przezeń do elementów sterujących, pomimo że elementy te nie są połączone żadnymi mechanicznymi cięgłami z samymi sterami znajdującymi się na skrzydłach i statecznikach. Inne zastosowania technologii haptycznej spotykane są w robotyce, w zaawansowanych systemach sterowania maszynami, a także w kontrolerach gier komputerowych itp.
Inną odmianą zastosowań technologii haptycznych jest stosowanie do oznakowania nawierzchni dróg (jezdni,  ścieżek rowerowych i chodników) oprócz widocznych (białych lub kolorowych) linii także wystających nad powierzchnię jezdni elementów, które w razie najechania na nie wywołują wyczuwalne wibracje układu kierowniczego pojazdu (na chodnikach nierówności tego rodzaju wyczuwalne są pod podeszwami stóp i ułatwiają np. niewidomym utrzymanie bezpiecznego toru przejścia).